# Mister T. (série télévisée)
Pour les autres significations, voir Mister T..
Mister T. ou Duo explosif (T. and T.) est une série télévisée canadienne en 65 épisodes de 25 minutes, diffusée entre le 11 janvier 1988 et le 26 mai 1990 en syndication puis sur Family Channel.
En France, la série a été diffusée sous le titre Duo explosif à partir du 8 août 1988 sur Canal+. Rediffusion en 1990 sur Antenne 2. Rediffusion sous le titre Mister T. à partir du 9 septembre 1991 sur Antenne 2. Au Québec sous son titre original à partir du 1er février 1990 à Super Écran.

## Synopsis
T.S. Turner, un ancien boxeur accusé d'un meurtre qu'il n'a pas commis, est innocenté grâce au talent de son avocate Amanda Taylor. Devenu détective privé, Turner aide Amanda à défendre les plus démunis.

## Accroche
« T.S. Turner a pratiquement passé toute sa vie dans la rue, jusqu'au jour où l’on arrête pour un crime qu’il n’a pas commis. Amy Taler est une jeune avocate pleine d’idéal, elle prouve l’innocence de Turner et elle le renvoie dans la rue mais cette fois comme détective privé. Aujourd'hui ils forment un duo explosif. »
« T.S. Turner was convicted of a crime he didn't commit. Amy Taylor was a young crusading lawyer. She launched a campaign to put Turner back on the street, this time in a shirt and tie as a private detective. Together they are… T. and T. »

## Distribution
- Mister T. (VF : Henry Djanik) : T.S. Turner
- Alexandra Amini : Amanda (Amy) Taler (saisons 1 et 2)
- Kristina Nicoll : Terri Taler (saison 3)
- David Nerman : Danforth « Dick » Decker
- Ken James : Détective Jones (saison 1)
- Jackie Richardson (en) : Tante Martha Robinson (saison 1)
- Rachael Crawford : Renée (saison 1)
- Catherine Disher : Sophie (saison 1)
- David Hemblen (en) : Détective Dick Hargrove (saisons 2 et 3)
- Sean Roberge : Joe Casper (saison 2)

## Épisodes

### Première saison (1988)
1. Chinoiseries (Extortion in Chinatown)
2. Des Photos Chères (Mug Shot)
3. Des paroles en l'air (Something in the Air)
4. La Livraison (The Drop)
5. L'heure des comptes (Settling the Score)
6. Le Fugueur (Stowaway)
7. L'Ange d'argent (The Silver Angel)
8. Un bébé recherché (And Baby Makes Nine)
9. Un coup de froid (On Ice)
10. Un projet litigieux (The Latest Development)
11. À la ferraille (Junkyard Blues)
12. L'Heure de la vengeance (Killing Time)
13. Cause toujours ! (Sweet Tooth)
14. Ne jouez pas avec le feu (Playing with Fire)
15. Sophie et Donald (Sophie a La Mode)
16. Blanc et noir (Black and White)
17. Un jeu dangereux (The Game)
18. Victime de la mode (Victim of Fashion)
19. Une livraison très spéciale (Special Delivery)
20. Deux vrais escrocs (Pros and Cons)
21. Un rival de poids (Private Eyes)
22. Le Choix de Micky (Mickey's Choice)
23. Une fille décidée (Working It Out)
24. Elle a tout vu !… maintenant vous le voyez (Now You See It)

### Deuxième saison (1988-1989)
1. Escroquerie sur ordonnance - Partie 1 (Straight Line)
2. Escroquerie sur ordonnance - Partie 2 (Straight Line)
3. Escroquerie sur ordonnance - Partie 3 (Straight Line)
4. Escroquerie sur ordonnance - Partie 4 (Straight Line)
5. Toute la vérité (The Whole Truth)
6. Un secret éventé (A Secret No More)
7. Son meilleur ami (Fast Friends)
8. Pour simple photo (Every Picture…)
9. Les Otages (Hostage)
10. Des petits curieux (Conspiracy)
11. Difficile à croire (Hard Way Home)
12. L'Histoire de Wendell (Wendell's Story)
13. Chasse à l'homme (Hunted)
14. Le Challenger (The Contender)
15. De pire en pire (Jump Start)
16. Le Remplaçant (Substitute Teacher)
17. La Parole à Turner (T.S. Turner for the Defense)
18. Plus épais que l'eau (Thicker Than Water)
19. L'Honneur de la famille (Family Honour)
20. Une mort naturelle (A Natural Death)

### Troisième saison (1990)
1. Flagrant délit (Cracked)
2. Tapage nocturne (Hargrove's Call)
3. Réinsertion (Halfway to Nowhere)
4. Pas de fumée sans feu (Cry Wolf)
5. Ex-femme de Decker (Decker's Ex)
6. Contrat de dupe (Take My Life, Please)
7. Leçon de valeur (A Lesson in Values)
8. Le matraqueur masqué (The Mysterious Mauler)
9. Silence on tourne (Movie Madness)
10. Huitième témoin (Silent Witness)
11. Une page d'histoire (A Place in History)
12. L'arna-cœur (Terri's Flame)
13. La Malédiction (The Curse)
14. Deux poires et un avocat (Mr. Big)
15. Le Majordome (Butler Duet)
16. Le Tournage (TV Turner)
17. Cauchemar (Nightmare)
18. Suspect (Suspect)
19. Affabulation (Turner's Tale)
20. Willy le sauvage (Wild Willy and the Waves)
21. Le petit prince (The Little Prince)